# Vatilieu
 Vatilieu  es una población y comuna francesa, en la región de Ródano-Alpes, departamento de Isère, en el distrito de Grenoble y cantón de Tullins.

## Demografía
| 203 | 203 | 165 | 265 | 315 | 339 |
| Para los censos de 1962 a 1999 la población legal corresponde a la población sin duplicidades (Fuente: INSEE [Consultar]) |     |     |     |     |     |